# Championnat de Taïwan de football 2021
Navigation
Saison précédente Saison suivante
La saison 2021 du Championnat de Taïwan de football est la trente-septième édition du championnat national, la Taiwan Football Premier League. Les huit clubs participants sont regroupés au sein d'une poule unique où ils s'affrontent à deux reprises. À l'issue de la saison, le dernier du classement final est relégué tandis que l'avant-dernier doit disputer un barrage de promotion-relégation face au vice-champion de deuxième division.
C'est le club de Taiwan Steel FC, tenant du titre, qui est à nouveau sacré cette saison après avoir terminé en tête du classement final, avec trois points d'avance sur Taipower FC et huit sur Taichung Futuro AF. C'est le second titre de champion de Taïwan de l'histoire du club.

## Les clubs participants
- Taipower
- Taipei City Tatung
- China Petroleum Corporation FC - Pronu de D2
- Taiwan Steel
- Hang Yuen FC
- Taiwan University FC
- Taipei Flight Skywalkers FC[1]
- Taichung Futuro AF

## Compétition
Le classement est établi sur le barème de points classique (victoire à 3 points, match nul à 1, défaite à 0). Pour départager les égalités, on tient d'abord compte des confrontations directes, de la différence de buts générale, puis du nombre de buts marqués.

### Classement
| Rang | Équipe                          | Pts | J  | G  | N | P  | Bp | Bc | Diff |
| ---- | ------------------------------- | --- | -- | -- | - | -- | -- | -- | ---- |
| 1    | Taiwan Steel T                  | 34  | 14 | 11 | 1 | 2  | 40 | 12 | +28  |
| 2    | Taipower CFC                    | 31  | 14 | 9  | 4 | 1  | 25 | 6  | +19  |
| 3    | Taichung Futuro AF              | 26  | 14 | 8  | 2 | 4  | 20 | 11 | +9   |
| 4    | Hang Yuen FC                    | 25  | 14 | 7  | 4 | 3  | 19 | 13 | +6   |
| 5    | Taipei City Tatung              | 18  | 14 | 5  | 3 | 6  | 20 | 22 | -2   |
| 6    | China Petroleum Corporation FCP | 14  | 14 | 4  | 2 | 8  | 18 | 24 | -6   |
| 7    | Taipei Flight Skywalkers FC     | 5   | 14 | 1  | 2 | 11 | 2  | 23 | -21  |
| 8    | Taiwan University FC            | 5   | 14 | 1  | 2 | 11 | 8  | 41 | -33  |

|  | Qualification pour la phase de groupes de la Coupe de l'AFC 2022 |
|  | Participation au barrage de promotion-relégation                 |
|  | Relégation directe en deuxième division                          |
|  | T : Tenant du titre                                              |

### Barrage de promotion-relégation
| Équipe 1                      | Résultat | Équipe 2                    |
| ----------------------------- | -------- | --------------------------- |
| Ming Chuan University FC (D2) | 2 - 0    | Taipei Flight Skywalkers FC |

- Ming Chuan University FC prend la place en première division du Taipei Flight Skywalkers FC, qui est quant à lui relgué.

## Bilan de la saison
| Championnat de Taïwan de football 2021   |                             |
| Champion                                 | Taiwan Steel (2e titre)     |
| Coupes et trophées                       |                             |
| Vainqueur de la Coupe de Taïwan 2021     | Non disputée                |
| Qualifications continentales             |                             |
| Coupe de l'AFC 2022                      | Taiwan Steel                |
| Promotions et relégations                |                             |
| Promus en Taiwan Football Premier League | Andy Chen Academy FC        |
| Promus en Taiwan Football Premier League | Ming Chuan University FC    |
| Relégués en Taiwan B League              | Taiwan University FC        |
| Relégués en Taiwan B League              | Taipei Flight Skywalkers FC |